# Marceli Klimkowski
Marceli Jan Klimkowski (ur. 16 stycznia 1937 w Hayange we Francji, zm. 15 grudnia 2020 w Maszkach) – polski psycholog kliniczny oraz neuropsycholog, twórca polskiej szkoły neuropsychologii klinicznej w Lublinie, w Instytucie Psychologii Uniwersytetu Marii Curie-Skłodowskiej, rozwijanej i kształtowanej od 1996 roku przez profesor Annę Herzyk. Uczeń Aleksandra Romanowicza Łurii, profesor UMCS i AM w Lublinie, specjalista psychologii klinicznej i neuropsychologii drugiego stopnia.

## Życiorys
Syn Ignacego i Janiny, urodził się 16 stycznia 1937 roku w Hayange w robotniczej rodzinie narodowości polskiej. Wczesne dzieciństwo spędził we Francji. W 1946 roku rodzina Klimkowskich została repatriowana do Polski. Zainteresowanie naukami humanistycznymi wykazywał już jako uczeń Liceum Pedagogicznego w Katowicach, które ukończył w 1955 roku. Na studia magisterskie wyjechał do Moskwy na Uniwersytet M. Łomonosowa, gdzie w latach 1955–1960 studiował psychologię ze specjalnością w neuropsychologii, pod opieką naukową profesora Aleksandra Romanowicha Łurii.
W 1966 roku uzyskał na Uniwersytecie M. Łomonosowa stopień doktora nauk psychologicznych za rozprawę zatytułowaną Naruszenia słucho-rieczewoj pamiati pri porażenijach lewoj wisocznoj doli, napisaną pod kierunkiem profesora Aleksandra Łurii. W rok później dyplom ten został nostryfikowany na Wydziale Psychologii Uniwersytetu Warszawskiego. W 1976 roku uzyskał stopień doktora habilitowanego nauk humanistycznych na Uniwersytecie Marii Curie Skłodowskiej za rozprawę naukową zatytułowaną Pamięć człowieka i jej mechanizmy.

## Kariera naukowa
W 1960 roku podjął pracę w Katedrze Psychologii UMCS i pracował tam do 1963 roku, a następnie przeniósł się do Kliniki Neurochirurgii Akademii Medycznej w Lublinie, gdzie w latach 1966–1972 pełnił funkcję kierownika Pracowni Neuropsychologicznej. W 1973 roku powrócił do pracy naukowej na Wydział Pedagogiki i Psychologii UMCS. W 1977 roku współtworzył Instytutu Psychologii UMCS, którego był dyrektorem w latach 1977–1980 oraz w latach 1984–1985.
W 1977 roku utworzył Zakład Psychologii Klinicznej i Neuropsychologii UMCS, którym kierował do 1996 roku, kiedy kierownikiem Zakładu została profesor Anna Herzyk. W latach 1987–1990 pełnił funkcję dziekana Wydziału Pedagogiki i Psychologii UMCS. W 1997 roku podjął pracę dydaktyczno-naukową na Akademii Medycznej w Lublinie, gdzie do 2002 roku prowadził Międzywydziałową Katedrę Nauk Humanistycznych.

## Współpraca międzynarodowa
Marceli Klimkowski przez wiele lat współpracował z Aleksandrem Łurią w Instytucie Burdenki oraz na Uniwersytecie Moskiewskim. Pod jego kierunkiem studiował psychologię i neuropsychologię na poziomie magisterskim oraz doktoranckim. Współpracę z Łuriją kontynuował również w latach późniejszych. Marceli Klimkowski odbył liczne staże naukowe u profesora Aleksandra Łurii oraz jego współpracowników, m.in. w latach 1962, 1964, 1966, 1974 oraz 1986.
W 1974 roku Marceli Klimkowski wystąpił z oficjalnym wnioskiem nadania tytułów doktora honoris causa UMCS dla Aleksandra Łurii i Tadeusza Tomaszewskiego. Obaj naukowcy tytuły te otrzymali.
Marceli Klimkowski współpracował również z Henrym Hecaenem w Paryżu oraz z ośrodkami naukowymi w Czechosłowacji, Bułgarii oraz Szwajcarii, gdzie odbywał staże naukowe.

## Praca dydaktyczna
W trakcie ponad czterdziestoletniej pracy naukowo-dydaktycznej Marceli Klimkowski włożył wiele wysiłku w kształtowanie kadr naukowych w zakresie neuropsychologii i psychologii klinicznej, w dziedzinie nauk humanistycznych i medycznych. Spośród jego uczniów dwie osoby uzyskały tytuł profesora zwyczajnego oraz kilka stopień doktora habilitowanego. Pod jego kierunkiem naukowym doktoryzowało się kilkanaście osób z zakresu nauk humanistycznych i medycznych, a około 200 studentów uzyskało tytuł magistra.

## Zainteresowania naukowe
Do jego zainteresowań naukowych należą:
- Neuropsychologia pamięci i mowy
- Asymetria funkcjonalna mózgu
- Metodologia badań neuropsychologicznych
- Diagnoza i terapia osób z uszkodzeniami mózgu (dzieci i dorośli)
- Podstawy dydaktyki psychologii klinicznej

## Przynależność do stowarzyszeń naukowych
Marceli Klimkowski był wieloletnim członkiem następujących stowarzyszeń naukowych:
- Komitet Nauk Psychologicznych PAN (1974–1980; 1982–1995)
- Zarząd Główny Polskiego Towarzystwa Psychologicznego (1974–1986)
- Komitet Nauk Neurologicznych PAN (1980–1987)
- Przewodniczący: Komisja Neuropsychologiczna Komitetu Nauk Neurologicznych PAN (1974–1986)

## Nagrody i odznaczenia
- 1977 – Nagroda naukowa Ministra Szkolnictwa Wyższego
- 1997 – Odznaka honorowa „Za wzorową pracę w służbie zdrowia”
- 1997 – Krzyż Kawalerski Orderu Odrodzenia Polski[6]
- 2006 – Nagroda „Copernicus Prize” Polskiego Towarzystwa Neuropsychologicznego
- 2007 – Medal Marii Curie-Skłodowskiej za zasługi dla UMCS

## Wybrane publikacje
- Luria A.R., Sokolov E.N., Klimkowski M. (1967). Towards a neurodynamic analysis of memory disturbances with lesions of left temporal lobe. Neuropsychologia, 5, 1–11.
- Łurija A.R., Klimkowski M. (1968). O modalnoj organizaciji kratkowremiennoj pamiati. Woprosy Psichołogii, 5, 81–89.
- Klimkowski M., Czochra T. (1979). Wlijanije niejrodinamiczeskich faktorow na projawlenije i dinamiku naruszenij pisma pri łokalnych porażenijach gołownogo mozga. W: L.S. Cwietkowa (red.). Problemy afaziji i wostanowitielnoje obyczenije. Moskwa, Izd. MGU, 116–128.
- Klimkowski M. (1985). Restytucja czynności mowy po ogniskowych uszkodzeniach mózgu. W: Dega W. (red.). Zdolności kompensacyjne i możliwości ich wykorzystania w rehabilitacji osób z ogniskowymi uszkodzeniami ośrodkowego układu nerwowego. Warszawa, PZWL, 56–63.
- Koźniewska H., Klimkowski M. (1988). Zaburzenia wyższych czynności nerwowych. W: J. Bidziński (red.) Neurochirurgia, Warszawa, PZWL, 93–105.
- Klimkowski M., Herzyk A. (red.) (1987) Diagnoza neuropsychologiczna – przegląd zagadnień. Wyd. UMCS, Lublin.
- Klimkowski M., Herzyk A. (red.) (1994). Neuropsychologia kliniczna. Wybrane zagadnienia. Wyd. UMCS.
- Klimkowski M. (1998). Psychologiczne następstwa udarów mózgu. W: J. Majkowski (red.) Udary naczyniowe mózgu. Warszawa: PZWL, 211–221.
- Kucharska-Pietura K., Klimkowski M. (2002). Kliniczne aspekty emocji w zdrowym i chorym mózgu. Kraków: Wyd. Medyczne
- Klimkowski M. (2009a). Lurija, Aleksandr Romanovic. W: LEXICON GRAMMATICORUM. A Bio-Bibliographical Companion to the History of Linguistic. Volume II. Max Niemeyer Verlag, 940–943.